# Distretto di Kundiawa-Gembogl
Il distretto di Kundiawa-Gembogl, in inglese Kundiawa-Gembogl District, è un distretto della Papua Nuova Guinea appartenente alla provincia di Chimbu. Ha una superficie di 475 km² e 27.000 abitanti (stima nel 2000)

## Geografia antropica

### Suddivisioni amministrative
Il distretto è suddiviso in quattro Aree di Governo Locale:
- Kundiawa Urban
- Mount Wilhelm Rural
- Niglkande Rural
- Waiye Rural